# Ulica 5 Lipca w Szczecinie
Ulica 5 Lipca (do 1945 roku Grünstraße) – ulica w Śródmieściu Szczecina, przebiegająca przez osiedla Śródmieście-Północ (numery 1–3A) i Turzyn (numery 4–47), od placu Szarych Szeregów do ulicy Stanisława Noakowskiego. Nazwa upamiętnia datę oficjalnego przekazania miasta władzom polskim.
Zachodnia część (powyżej alei Bohaterów Warszawy) należy do najstarszych ulic Śródmieścia. Stanowiła jedną z ulic założonego w 1816 roku przedmieścia Neu Torney (Nowy Turzyn). Pierwotna zabudowa obejmująca wolno stojące, parterowe lub jednopiętrowe domki o ryglowej konstrukcji była stopniowo zastępowana budynkami wielorodzinnymi. W ostatniej ćwierci XIX wieku zaczęto wznosić kamienice czynszowe, w okresie międzywojennym powstały wielorodzinne zabudowania spółdzielcze, a na przełomie lat 80. i 90. ostatnie relikty dawnej dzielnicy o wiejskim charakterze ustąpiły miejsca blokom mieszkalnym. Od zachodu ulicę zamyka park Noakowskiego, który pełnił funkcję cmentarza dla przedmieścia Neu Torney (oficjalnie zamknięty w 1928 roku).

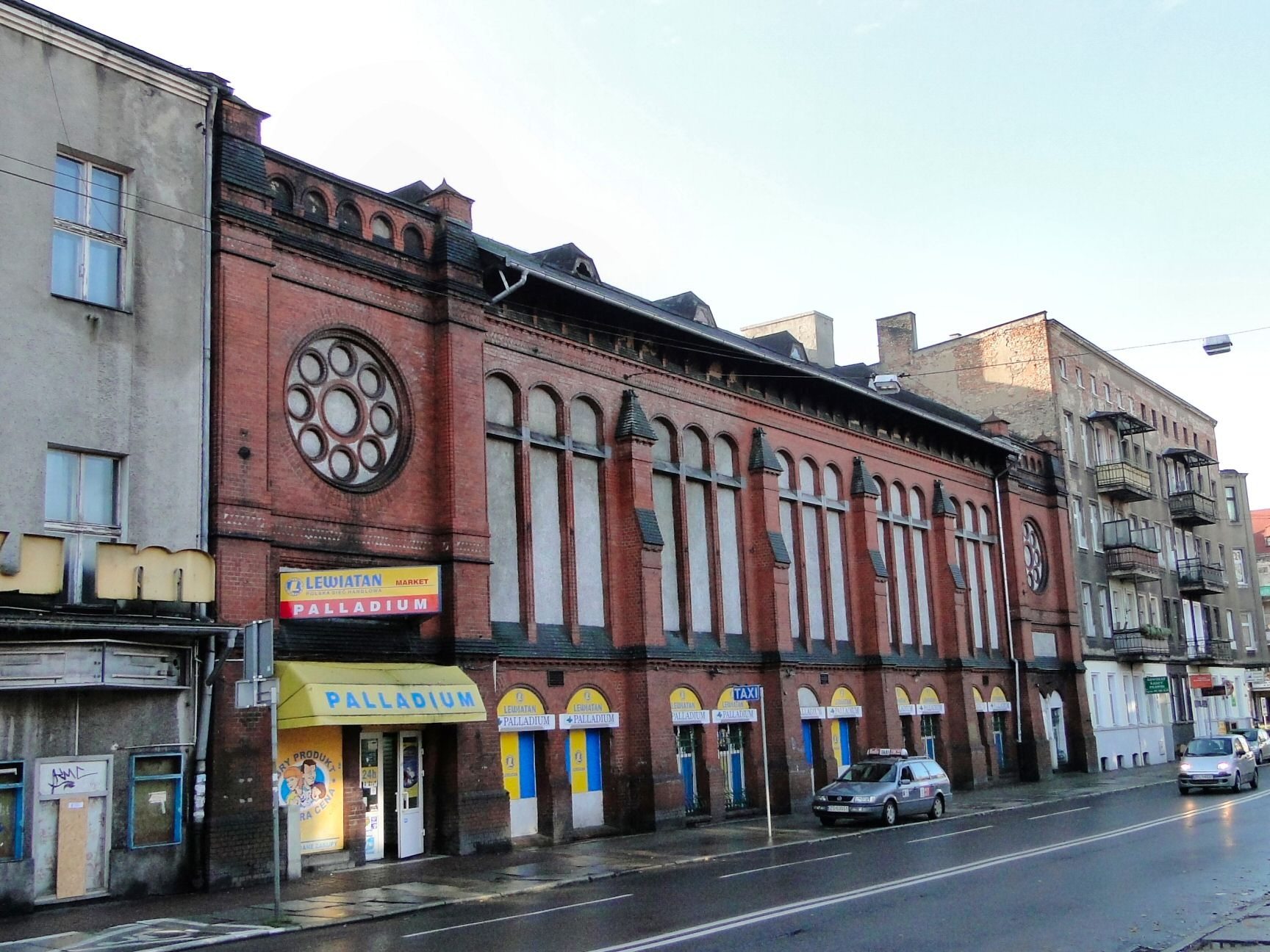
Dawna hala sportowa, w której po wojnie działało kino „Colosseum”

Wschodnia część ulicy (między aleją Bohaterów Warszawy i placem Szarych Szeregów) została wytyczona na planach w latach 70. XIX wieku. W 1880 roku ustalono połączenie jej z zachodnim, nowoturzyńskim odcinkiem. Uregulowanie tej części ulicy nastąpiło pod koniec XIX wieku. Zabudowa w tym rejonie obejmuje głównie eklektyczne i secesyjne kamienice, których uzupełnieniem są bloki zbudowane na początku lat 20. od strony alei Bohaterów Warszawy.
Duża część budynków przy ulicy 5 Lipca wpisana jest do gminnej ewidencji zabytków. Są to:
- budynki mieszkalne oznaczone numerami 1, 1A, 2, 3, 26,
- kamienice oznaczone numerami 4, 6, 7, 8, 9, 10, 11, 11B, 11C, 11D, 12, 14, 16, 17, 17A, 24, 29, 30, 38, 39, 42, 43, 44, 45, 47,
- budynek przemysłowy oznaczony numerem 16A,
- dawna hala sportowa (Turnhalle) oznaczona numerem 46 – ceglany budynek wzniesiony w 1900 roku, w którym przed wojną mieściła się sala gimnastyczna związku sportowego (Stettiner Turnverein)[3], a po wojnie znajdowało się w nim kino „Colosseum”.